# Drumanone

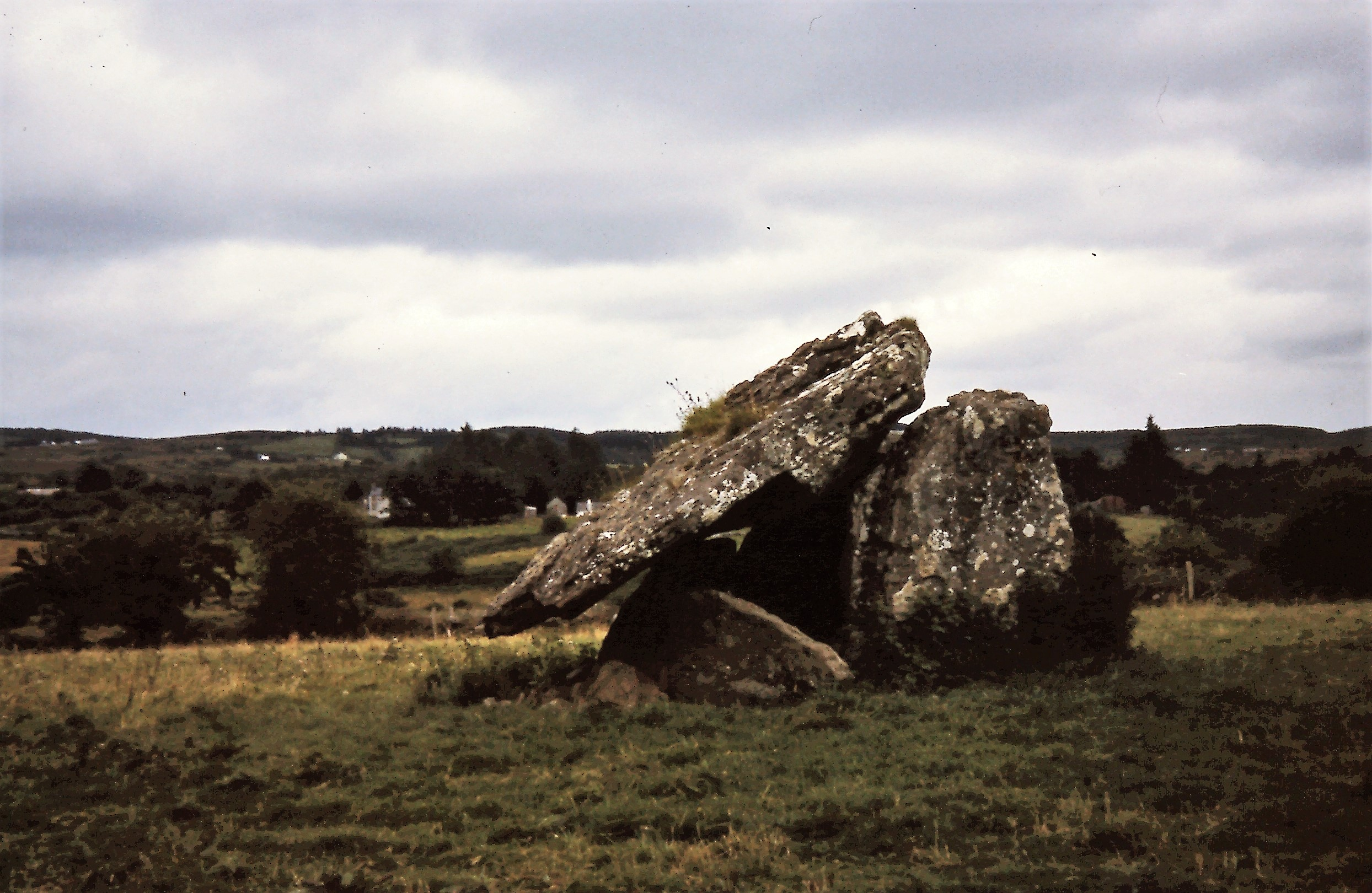
Drumanone

Das Portal Tomb von Drumanone (auch Tinnacarra -irisch Droim Inneona oder Ballynanultagh Dolmen genannt) liegt im Westen des County Roscommon, nordöstlich einer Bahnlinie, etwa drei Kilometer westlich von Boyle und nördlich des Boyle River in Irland. Als Portal Tombs werden auf den Britischen Inseln Megalithanlagen bezeichnet, bei denen zwei gleich hohe, aufrecht stehende Steine mit einem Türstein dazwischen, die Vorderseite einer Kammer bilden, die mit einem zum Teil gewaltigen Deckstein bedeckt ist.
Die Tragsteine der Kammer sind nahezu vollständig, allerdings ist der etwa 4,5 m × 3,8 m messende Deckstein infolge der weitgehenden Abtragung des Steinhügels verstürzt. Die beiden Portalsteine sind über zwei Meter hoch. Der 1,2 m große Abstand zwischen ihnen ist durch den Türstein verschlossen, der ebenso hoch wie die Portalsteine ist. Es gibt zwei weitere Steine auf jeder Seite. Der westliche wurde durch den abgerutschten Deckstein verschoben. Ein kleiner Stein am niedrigen Ende der Anlage kann der zerbrochene Rest des einstigen Schlusssteins sein. Die ursprünglichen Maße der polygonalen Kammer müssen etwa bei zwei Meter gelegen haben. Die im Jahr 1954 ausgegrabene Kammer enthielt beträchtliche Mengen an verbrannten Knochen und eine kleine Axt, die von der ergiebigen Flintmine in Tievebulliagh im County Antrim stammt.
Drumanone (aber auch Knockmaa) ist mit Cul Cessrach, dem Grab der mythologischen Figur Cessair, in Verbindung gebracht worden.